# Litoria aruensis
Litoria aruensis är en groddjursart som först beskrevs av Horst 1883.  Litoria aruensis ingår i släktet Litoria och familjen lövgrodor. IUCN kategoriserar arten globalt som otillräckligt studerad. Inga underarter finns listade i Catalogue of Life.